# L'Autre Moitié du ciel
Pour plus de détails, voir Fiche technique et Distribution.
L'Autre Moitié du ciel (La mitad del cielo) est un drame espagnol réalisé par Manuel Gutiérrez Aragón, sorti en 1986. Il a obtenu la Coquille d'or, et Ángela Molina la Coquille d'argent de la meilleure actrice, au festival de Saint-Sébastien.

## Synopsis
Après la Guerre d'Espagne, Rosa, jeune paysanne cantabre, perd son mari. Elle émigre à Madrid avec sa fille, où elle devient femme de ménage. Son employeur don Pedro l'aide à devenir peu à peu l'une des plus importantes restauratrices de la capitale.

## Fiche technique
- Réalisation : Manuel Gutiérrez Aragón
- Scénario : Manuel Gutiérrez Aragón, Luis Megino
- Photographie : José Luis Alcaine
- Montage : José Salcedo
- Musique : Milladoiro
- Pays d'origine :  Espagne
- Durée : 127 minutes
- Dates de sortie : 
  - festival de Saint-Sébastien : 21 septembre 1986
  - Espagne : 10 octobre 1986
  - France : 8 avril 1987

## Distribution
- Ángela Molina : Rosa
- Margarita Lozano : la grand-mère
- Fernando Fernán Gómez : don Pedro
- Antonio Valero : José
- Nacho Martínez : Delgado

## Accueil critique
El País voit en L'Autre Moitié du ciel, « film plein de magie » qui est aussi une « dissection de la corruption du régime franquiste », « un des grands titres du cinéma espagnol ».

## Distinctions
- Festival de Saint-Sébastien : Coquille d'or et Coquille d'argent de la meilleure actrice Ángela Molina[1]
- Fotogramas de Plata : prix du meilleur film et des meilleurs acteurs pour Ángela Molina et Fernando Fernán Gómez
- Prix Goya de la meilleure musique originale pour Milladoiro